# Белорадо
Белорадо (ісп. Belorado) — муніципалітет в Іспанії, у складі автономної спільноти Кастилія-і-Леон, у провінції Бургос. Населення — 2140 осіб (2010).
Муніципалітет розташований на відстані близько 230 км на північ від Мадрида, 41 км на схід від Бургоса.
На території муніципалітету розташовані такі населені пункти: (дані про населення за 2010 рік)
- Авельяноса-де-Ріоха: 5 осіб
- Белорадо: 1989 осіб
- Етерна: 18 осіб
- Лоранкільйо: 0 осіб
- Пурас-де-Вільяфранка: 40 осіб
- Кінтаналоранко: 36 осіб
- Сан-Мігель-де-Педросо: 52 особи
- Кастіль-де-Карріас: 0 осіб

## Демографія
Динаміка населення (INE ):